# Dekanatspfarrkirche St. Johann in Tirol

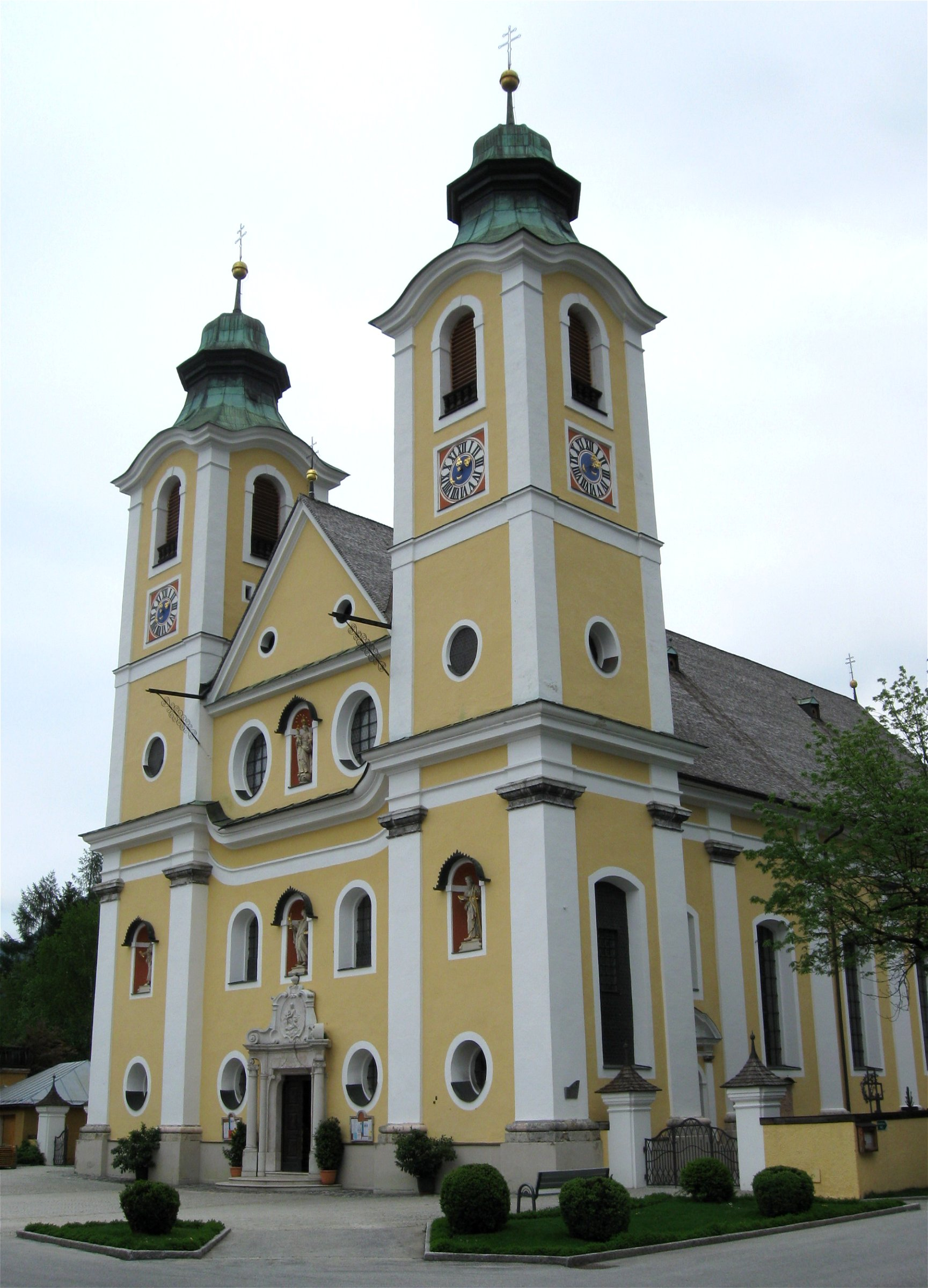
Dekanatspfarrkirche St. Johann in Tirol

Die römisch-katholische Dekanatspfarrkirche St. Johann in Tirol, geweiht der Himmelfahrt Mariens, Johannes dem Täufer, Johannes dem Evangelisten sowie der hl. Katharina, befindet sich im Ortszentrum von St. Johann in Tirol. Sie ist eine der größten und schönsten Barockkirchen des Tiroler Unterlandes und wird als ehemalige Zweitkathedrale der Bischöfe von Chiemsee als „Leukentaler Dom“ bezeichnet.

## Geschichte
Die erste Kirche von St. Johann in Tirol wurde im Zuge der Missionierung der im 6. und 7. Jahrhundert im Leukental sesshaft werdenden Bajuwaren errichtet. Darauf deutet das Patrozinium des hl. Johannes des Täufers hin, und so findet sich in der Literatur die Angabe, dass bereits vor 738 eine Taufkirche zum hl. Johannes bestanden haben muss, von der sich der Name des Ortes ableitet.

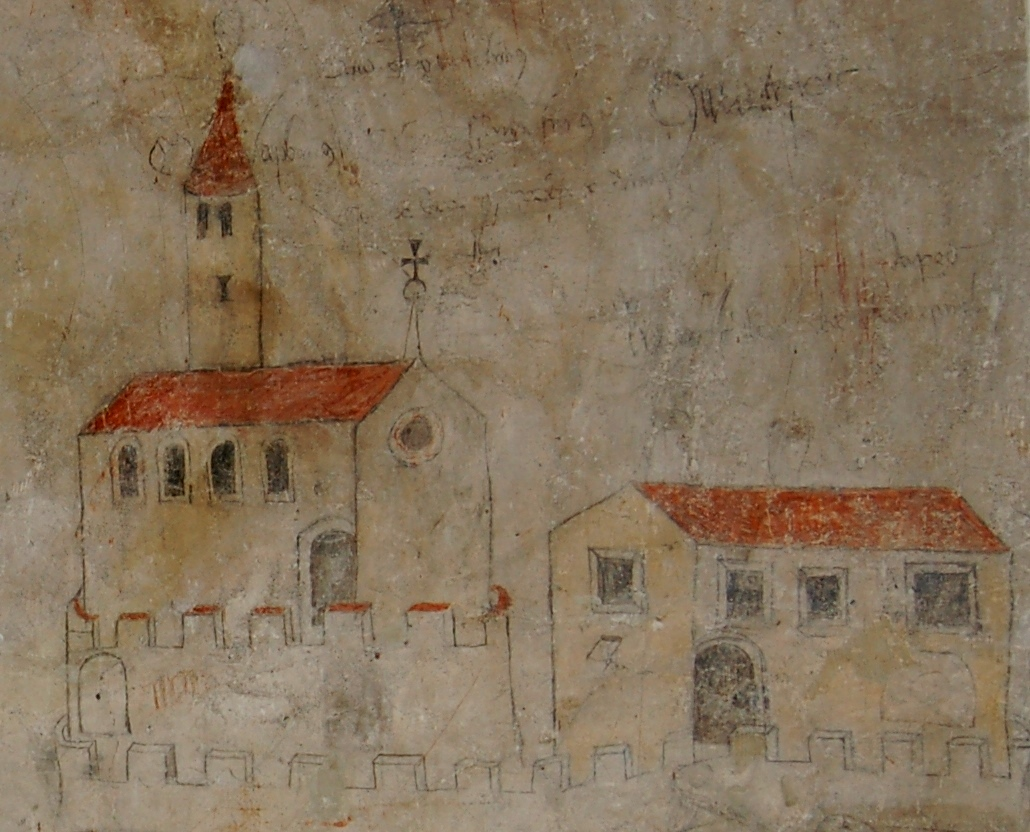
Fresko im Pfarrhof St. Johann Tirol mit Darstellung der mittelalterlichen Kirche und des Pfarrhofes um 1400

Als in den Jahren 788/90 der erste Salzburger Erzbischof Arn mehrere Sakralbauten, die der Erzdiözese Salzburg gehörten, in einem Güterverzeichnis erwähnte, ist die Kirche zum hl. Johannes allerdings nicht genannt, da es sich nicht um eine erzbischöfliche, sondern um eine adelige Eigenkirche handelte.
St. Johann gilt jedenfalls als Ur- und Mutterpfarre des Leukentales, und die Pfarre erstreckte sich ursprünglich über das ganze Tal vom Pass Thurn bis nach Reit im Winkl sowie über das Pillerseetal. Im 11. Jahrhundert wurde die Großpfarre St. Johann geteilt und die Pfarre Kirchdorf für die Seelsorge des nördlichen Talbereiches gegründet.
Aus dem Jahr 1150 stammt die erste urkundliche Erwähnung eines Gotteshauses zum hl. Johannes dem Täufer, und am 28. Januar 1216 wurde die Pfarre St. Johann in der Urkunde zur Gründung des Bistums Chiemsee erstmals schriftlich genannt.
Aus einer von Bischof Johannes von Chiemsee am 8. Februar 1278 ausgestellten Urkunde ist ersichtlich, dass Abt und Konvent des Klosters Raitenhaslach das Recht hatten, dem Bischof für die Pfarrstelle in St. Johann einen Kleriker zu präsentieren, den der Ordinarius, wenn er die kanonischen Voraussetzungen erfüllte, als Vikar in sein Amt einzusetzen hatte. Wie lange das Kloster dieses Vorschlagsrecht besaß, konnte noch nicht ermittelt werden.
Mitte des 14. Jahrhunderts kam die heilige Maria als Kirchenpatronin dazu, sodass in den Urkunden der folgenden Zeit meist von „Unser lieben Frauen Gotteshaus zu St. Johannskirchen“ die Rede ist.

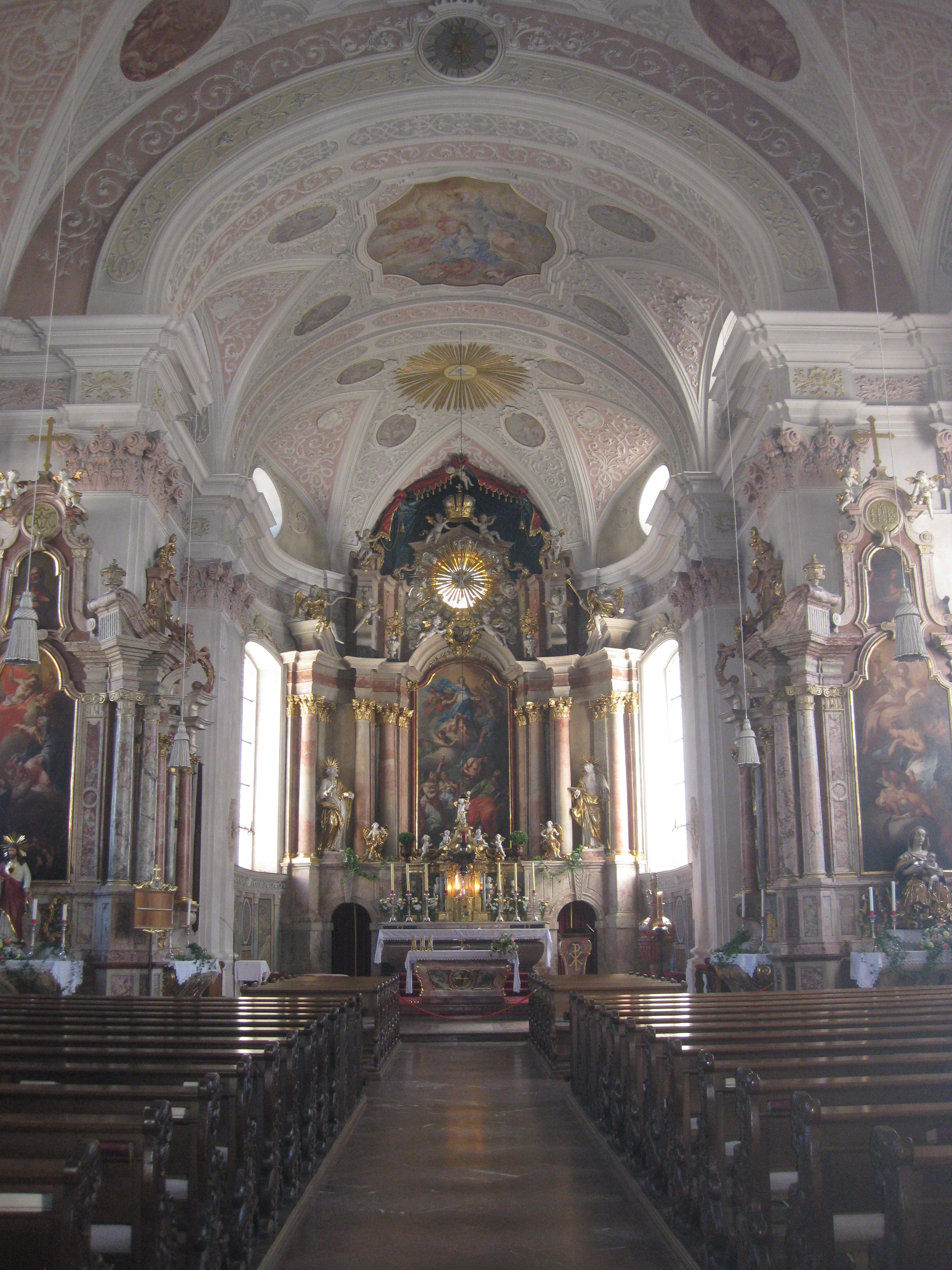
Innenansicht der Dekanatspfarrkirche St. Johann in Tirol

Im Jahre 1446 wurde die Pfarre St. Johann direkt dem Chiemseer Bischof Silvester Pflieger unterstellt. Dadurch war fortan der jeweilige amtierende Bischof von Chiemsee automatisch auch Pfarrer von St. Johann in Tirol. Die Bischöfe stellten aber stets Vikare zu ihrer Vertretung ein. St. Johann war ein bevorzugter Aufenthalt der Bischöfe von Chiemsee. Sie nutzten den Ort als Sommersitz und erledigten von hier ihre Amtsgeschäfte, sodass St. Johann als Pastoralresidenz der Bischöfe von Chiemsee gilt. Die Pfarrkirche wurde gleichsam als Kathedrale des in Tirol gelegenen Distrikts der Diözese betrachtet, wofür man nicht selten die Bezeichnung „St. Johannes Diöces“ gebrauchte. Heute noch wird die Kirche daher landläufig als Leukentaler Dom bezeichnet.
Die Bedeutung der Pfarre wurde 1621 weiter aufgewertet, als Bischof Nikolaus von Wolkenstein St. Johann zum Dekanatssitz erhob.
1723 bis 1732 wurde die heutige Dekanatspfarrkirche erbaut, nachdem das mittelalterliche Gotteshaus durch Hochwasserschäden baufällig geworden war.
Im Jahr 1786 trat die josephinische Pfarrregulierung in Kraft, die zahlreiche Aus- und Umpfarrungen beinhaltete. So kam das Gebiet rechts der Fieberbrunner Ache (Winkl Sonnseite, Reitham, Mitterndorf, Oberhofen, Niederhofen, Stopfenau) von der Pfarre Kirchdorf zu St. Johann.
Im Jahr 1808 wurde das Bistum Chiemsee als Folge der Napoleonischen Kriege aufgehoben. Das Dekanat St. Johann kam zuerst zu Freising und dann zu Brixen schließlich im Jahr 1817 wieder zum Erzbistum Salzburg.
1940 wurde die Pfarre Oberndorf in Tirol gegründet und somit von St. Johann abgetrennt.

## Der heutige Bau
Die Dekanatspfarrkirche St. Johann in Tirol ist eine der größten Kirchen im Tiroler Unterland. Sie ist 48 Meter lang und 22 Meter breit. Die Höhe der Kirchtürme beträgt an der Spitze des Kreuzes 41 Meter.

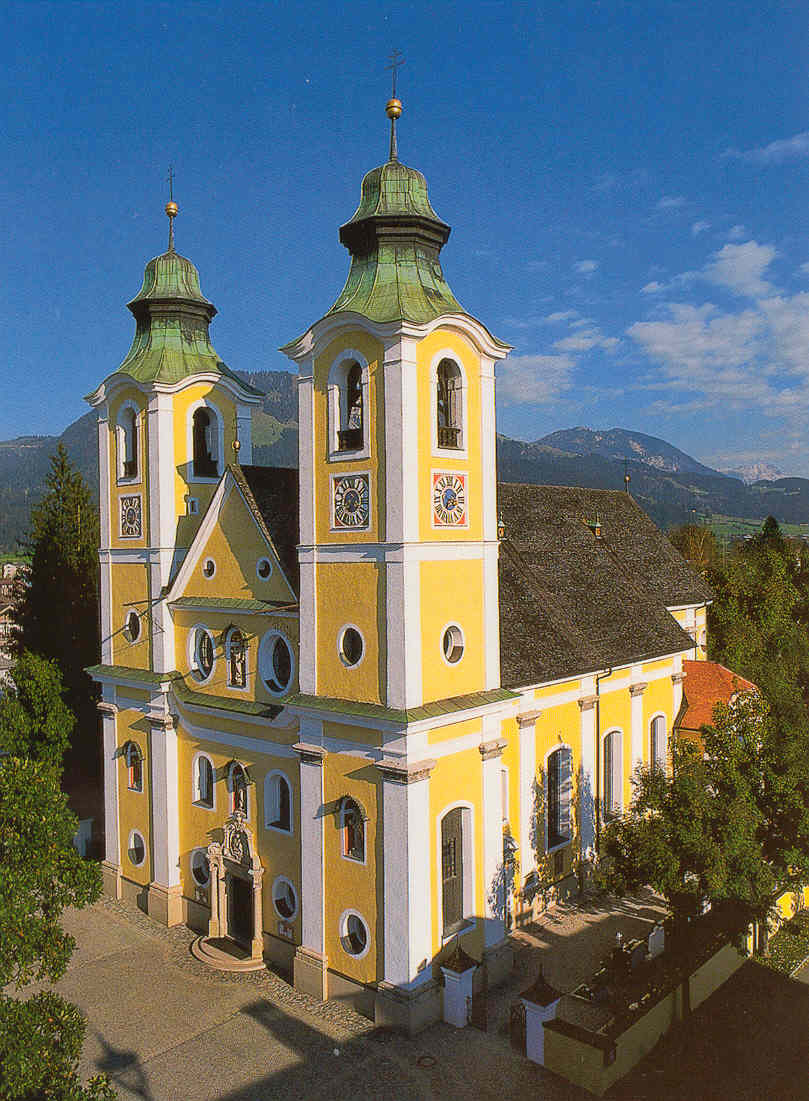
Dekanatspfarrkirche St. Johann in Tirol

Im Jahr 1725 wurde das mittelalterliche Gotteshaus, das sich an der Stelle des heutigen Postamtes befand, abgetragen. Überschwemmungen hatten schwere Schäden angerichtet und die Kirche wurde außerdem für die rasch wachsende Bevölkerung zu klein. Bereits 1723 hatte der Dekan Jodok Adrian Helman einen Plan erstellen lassen, nach dem eine Pfarrkirche an einer hochwassergeschützten Stelle neu gebaut werden sollte. Dazu verpflichtete er den aus Bayern stammenden Baumeister Abraham Millauer. Baubeginn war im Herbst 1723 – zunächst noch ohne Genehmigung des Bischofs von Chiemsee, die aber später eingeholt wurde. Die Fertigstellung des Baues erfolgte im Jahre 1732. Im Frühjahr desselben Jahres wurde die Kirche vom Chiemseer Fürstbischof Joseph Franz Valerian von Arco geweiht.
Das Gotteshaus wurde als vierjochige Wandpfeilerkirche mit eingezogenem Chor errichtet. Die Architektur ist im frühbarocken Stil gehalten und zeigt an der Hauptfassade einen einfachen Dreiecksgiebel zwischen zwei massiven Türmen mit geschwungenen Hauben. Das Hauptgesims ist eingeschwungen. In den Nischen der Mittelachse stehen die hochbarocken Figuren des hl. Johannes des Evangelisten und der Mondsichelmadonna vom Kitzbüheler Bildhauer Josef Martin Lengauer. In den Türmen Petrus und Paulus von Benedikt Faistenberger. Das Portal aus Untersberger Marmor von Georg Doppler aus Salzburg wird flankiert von zwei Säulen und zeigt ein Relief des Hl. Johannes des Täufers. Die Fenster der Hauptfassade und der Türme sind rundbogig bzw. als Ochsenaugen gestaltet, die Langhauswände werden durch Segmentbogenfenster und Pilaster gegliedert. Nördlich und südlich sind an den Chor zwei Sakristeien mit Schopfwalmdächern angebaut.

### Fresken und Stukkaturen

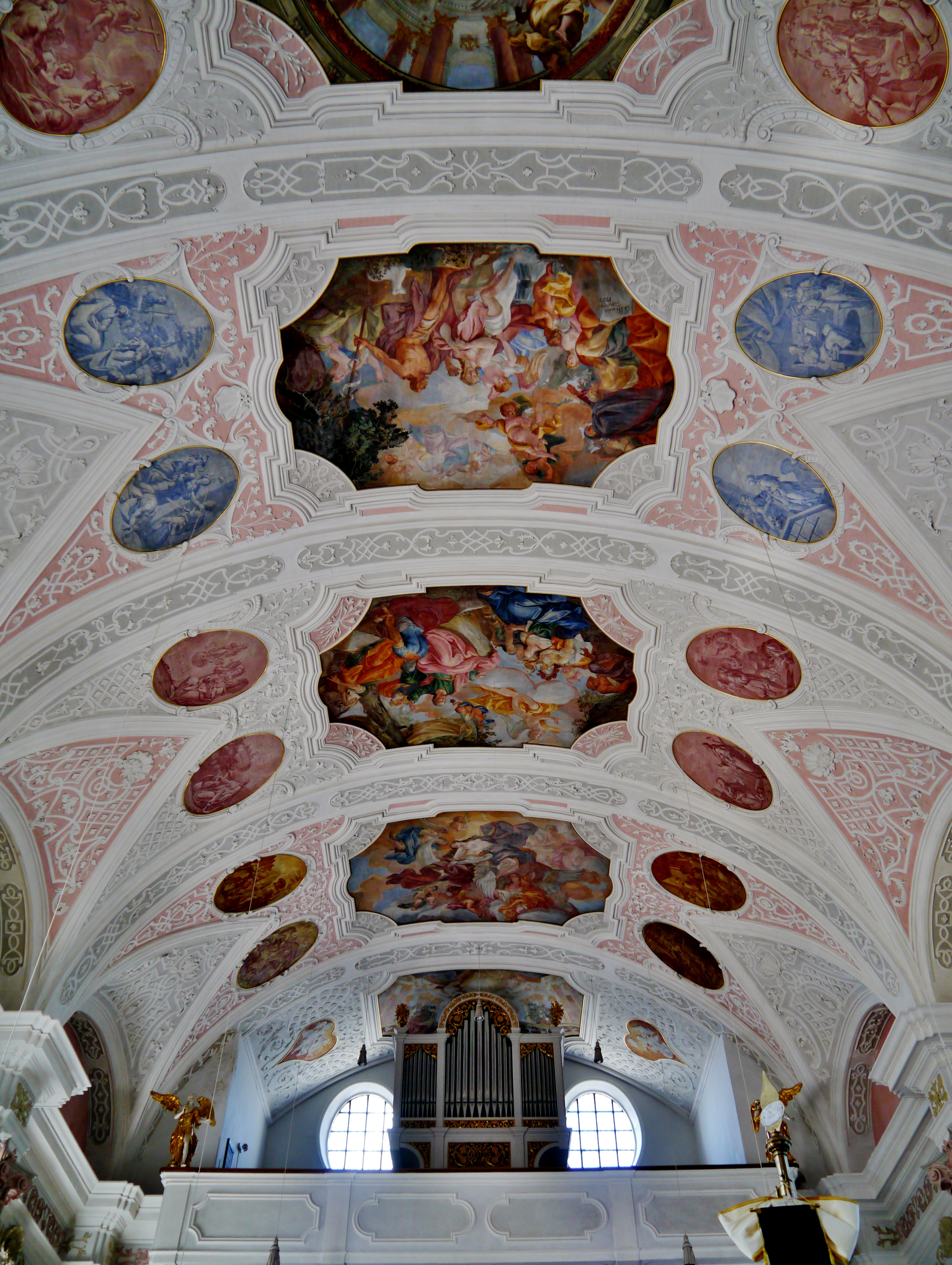
Gefölbefresken und Stukkaturen

Das Innere der Kirche stellt mit seiner einheitlichen und reichen Ausstattung den Beginn des Hochbarock im Tiroler Unterland dar. Die sechs Deckengemälde stammen von Simon Benedikt Faistenberger aus dem Jahr 1727 und zeigen vom Portal in Richtung Altar: König David beim Dichten der Psalmen (großteils von der Orgel verdeckt), die Aufnahme der Büßerin Maria Magdalena in den Himmel, den Evangelisten Johannes bei der Niederschrift des Evangeliums, die Taufe Jesu im Jordan durch Johannes den Täufer, eine Scheinkuppel mit Säulenrotunde und Heiliggeistloch sowie die Krönung Mariens. Diese Fresken sind jeweils von vier Medaillons in Grisaillemalerei umgeben, welche Episoden aus dem Leben der dargestellten Heiligen zeigen.
Die Stukkaturen wurden von Gabriel Zöpf und Georg Edl aus Wessobrunn mit Laub- und Bandlwerk sowie Muscheln, Gitterwerk und Pflanzengirlanden gestaltet.

### Altäre
Der barocke Hochaltar wurde in Stuckmarmor von Anton Gigl mit schräg gestellten Säulen und stark verkröpftem Gebälk kulissenartig gestaltet und nimmt einen Großteil der Apsisrundung ein. Zwischen den Säulen stehen die Figuren von Petrus und Paulus von Josef Martin Lengauer. Das figurenreiche Hochaltarblatt zeigt eine Darstellung der Himmelfahrt Mariens, am unteren Rand sind die Heiligen Barbara, Katharina, Johannes der Täufer und Johannes der Evangelist dargestellt. Vorbild für dieses Gemälde war das monumentale Himmelfahrtsbild Tizians aus der Kirche Santa Maria dei Frari in Venedig. Das Hochaltarbild, wie auch alle Bilder der Seitenaltäre stammen vom fürsterzbischöflich salzburgischen Hofmaler Jacob Zanusi.

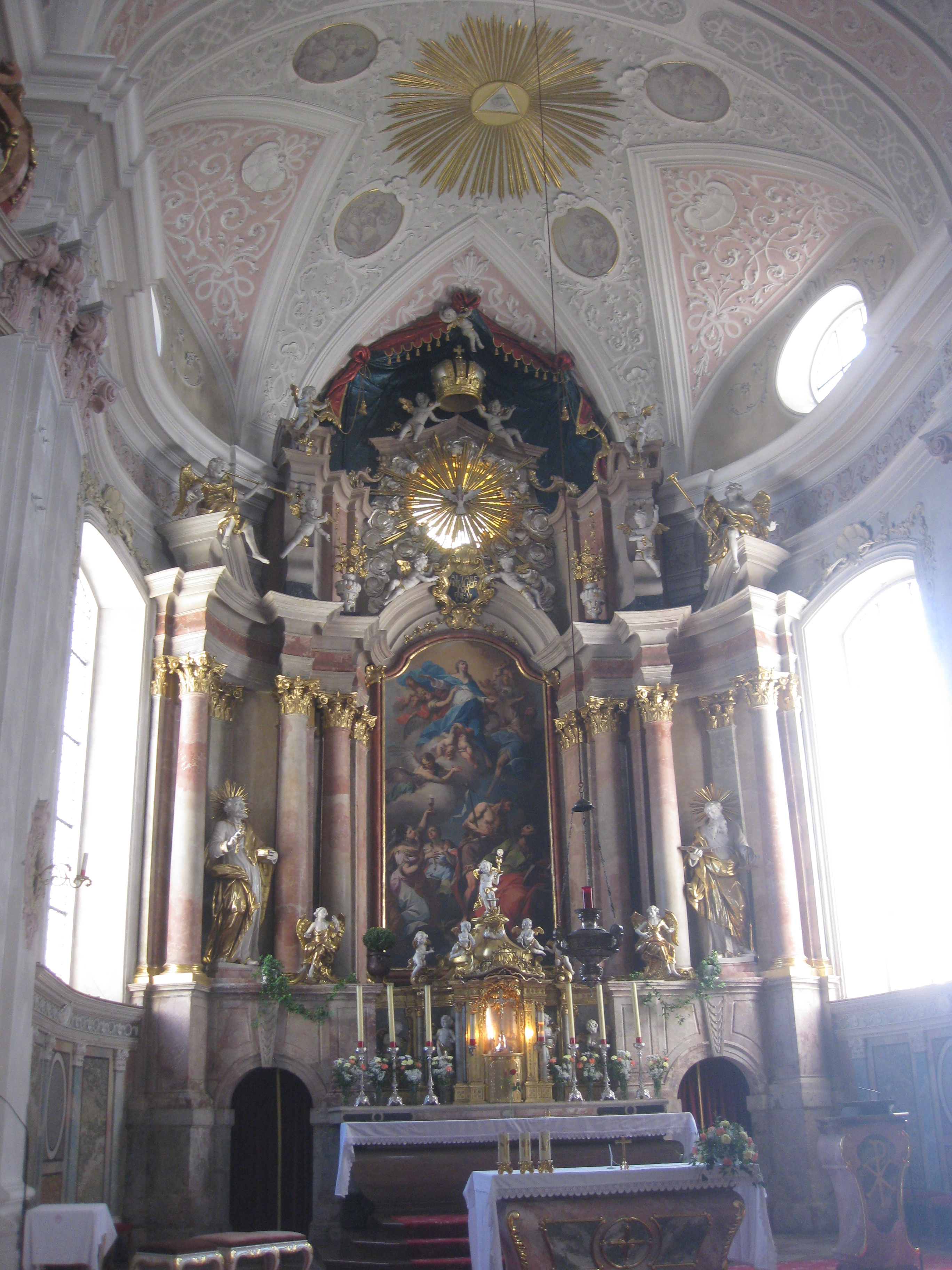
Hochaltar mit der Himmelfahrt Mariens

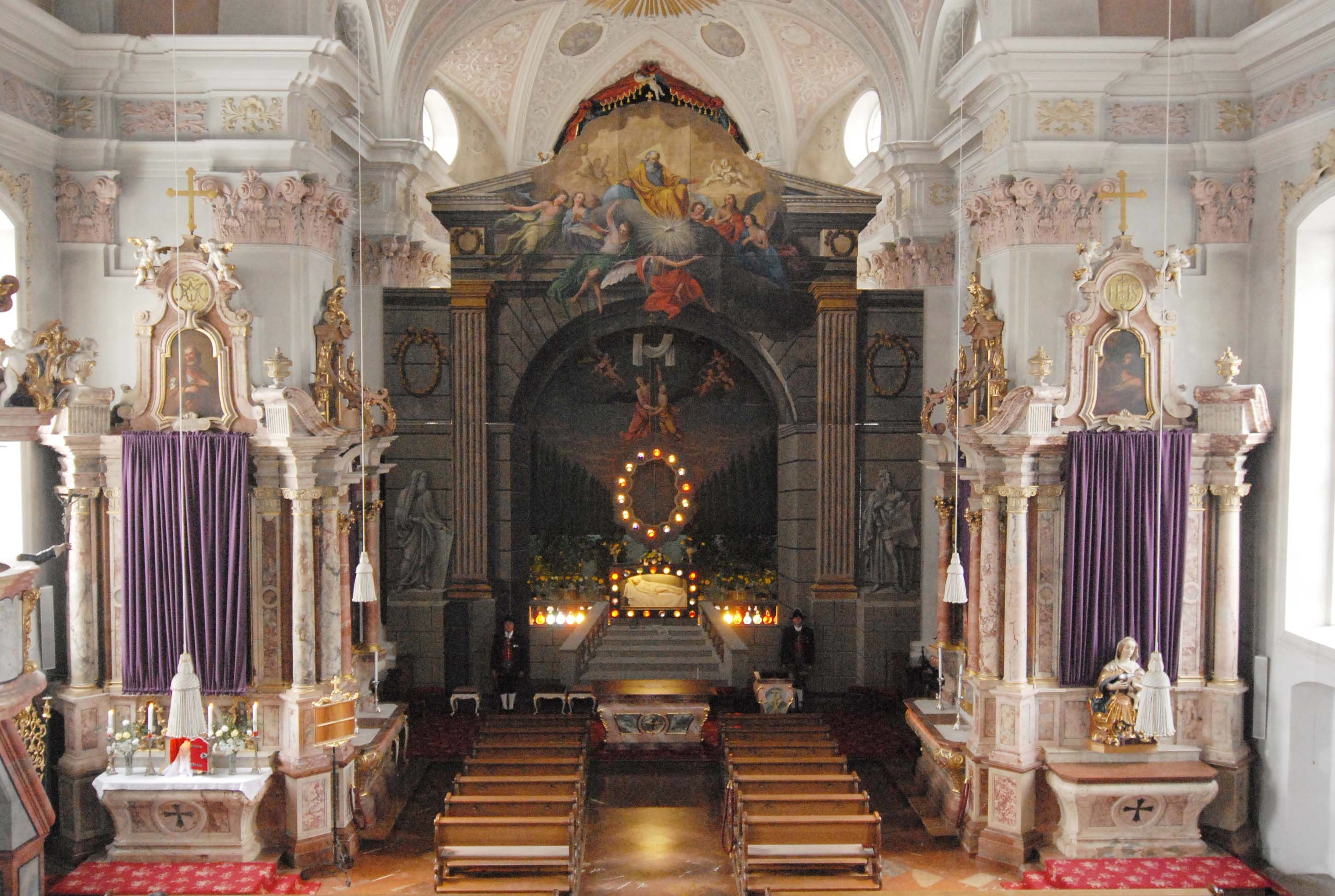
Das monumentale Ostergrab

Die Kirche besitzt vier Seitenaltäre aus Untersberger Marmor. Der linke Choraltar zeigt die Namenspatrone des Altarstifters, Dekan Johann Martin Riester, den hl. Johannes von Nepomuk und im Auszugsbild den  hl. Martin. Der Altar gegenüber ist dem hl. Franziskus gewidmet, am Auszugsbild ist die hl. Notburga dargestellt. Der vordere linke Seitenaltar war eine Stiftung der Rosenkranzbruderschaft, die im 17. und 18. Jahrhundert in St. Johann Passionsspiele veranstaltete. Das Altarblatt zeigt den hl. Dominikus, dem Maria den Rosenkranz überreicht. Am Auszugsbild ist der hl. Josef dargestellt. Der rechte Seitenaltar war eine Stiftung der Bergknappen, die im Bergwerk am nahegelegenen Rerobichl bei Oberndorf Kupfer und Silber abbauten. Das Altarblatt zeigt unten die hl. Maria Magdalena und darüber die Bergwerkspatronin Barbara, am Auszugsbild sieht man einen weiteren Bergbaupatron, den Propheten Daniel.
Auf dem Bergwerksaltar befindet sich eine gotische Statue. Sie stellt eine sitzende Madonna mit Kind dar und entstand um 1450 im Umfeld des Meisters von Seeon. Diese Figur war wohl schon am Altar der alten Kirche aufgestellt.

### Weitere Ausstattung
An der linken Langhauswand befindet sich eine Kanzel von Anton Gigl aus Stuckmarmor mit Putten, Kartuschen und Pflanzendekorationen. Auffällig ist das Kanzelkreuz, das von einem geschnitzten Arm über die Brüstung des Kanzelkorbes hinaus gehalten wird.
Am Pfeiler davor hängt ein Gemälde mit einem prachtvollen Rokokorahmen. Es stammt von Jacob Zanusi und zeigt den Hl. Aloisius von Gonzaga. Am Pfeiler gegenüber findet sich ein Gemälde in einem reichen Barockrahmen. Es stammt ebenfalls von Zanusi und zeigt, wie die hl. Anna ihre Tochter Maria das Lesen lehrt.
An der Brüstung der ersten Empore finden sich vergoldete Holzstatuen der 12 Apostel von Joseph Haid. Von ihm stammen auch die vergoldeten Figuren der vier Evangelisten und vier Kirchenväter, die von Ostern bis Fronleichnam am Hochaltar aufgestellt werden.

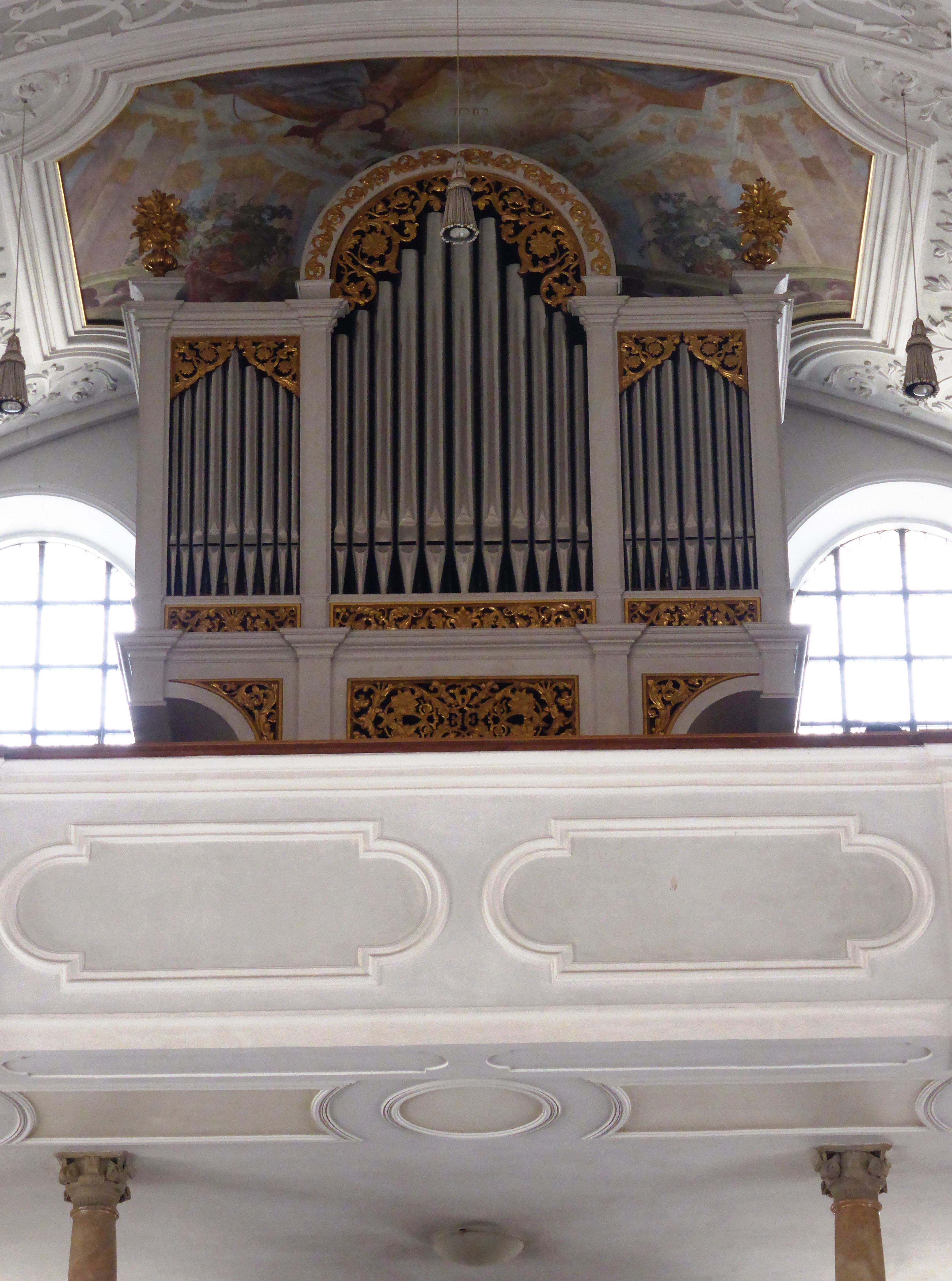
Pirchner-Orgel

Während der Karwoche und Osterfeiertage wird seit 2007 wieder das monumentale Ostergrab aufgestellt, das die gesamte Breite des Altarraumes einnimmt und eine Höhe von 11 Metern hat. Es wurde 1832 von Josef Arnold dem Älteren geschaffen und zeigt im architektonischen Aufbau klassizistische Formen, während die Figuren noch barockisierende Elemente aufweisen.

### Orgel
Die im Jahre 1985 gebaute Orgel stammt von der Firma Reinisch-Pirchner aus Steinach am Brenner. Sie hat 25 Register verteilt auf zwei Manuale und Pedal. Der Prospekt wurde von der alten Orgel von 1858 übernommen.

## Glocken
Das Glockengeläut der Dekanatspfarrkirche St. Johann in Tirol besteht aus fünf läutbaren Kirchenglocken aus Bronze. Die große Glocke gilt als eine der schönsten Großglocken des Tiroler Landes. Sie ist auf den Ton a0 gestimmt und wurde 1773 von Wolfgang Bartlmä Grassmayr in Oetz gegossen. Anlässlich ihrer Weihe ließ die Horndach-Bäuerin die Glocke mit Weizen füllen und stiftete diesen den Armen. Die Glocke überstand beide Weltkriege. Einer Erzählung zufolge war es ein schwieriges Unterfangen, die für den Turm nahezu überproportional gegossene Glocke aus den Schallfenstern zu hieven. Der Durchmesser (180 cm) übertraf die Weite der Schallfenster. Eine Instabilität der Glockenstube mit der aufgesetzten Glockenhaube durch das Aufbrechen eines Schallfensters wurde befürchtet, sodass man die Glocke im Turm beließ. Sie entging damit auf zweifache Weise der Verwendung von Kriegszwecken. Mit Kreide wurde zusätzlich auf sie geschrieben: „Maria Anna heiß i, alle Wetter weiß i, alle Wetter vertreib i und zu St. Johann bleib i“. Alle anderen Glocken mussten in den Weltkriegen abtransportiert werden.
Im Ersten Weltkrieg wurden 1916 zwei Glocken für Kriegszwecke abgeliefert. Die Zwölferin (Maria Magadalena) stammte aus dem Jahr 1453, die Elferin wurde 1711 gegossen. Im Jahr 1923 erhielt die Kirche vier neue Glocken. Sie wurden von der Gießerei Friedrich Hamm gegossen und erklangen in den Tönen cis1–e1–fis1–a1. Ihr Gesamtgewicht betrug etwa 4.000 kg. In den 1940er Jahren mussten auch diese für Kriegszwecke abgenommen werden. Erst 1948 wurden erneut vier Glocken angeschafft, dieses Mal von der Glockengießerei Oberascher aus Salzburg. Die Glocken erklingen in den Tönen c1–e1 –g1–a1. 2010 baute man der großen Glocke einen neuen Klöppel ein. Die Arbeiten wurden von der Firma Glockengießerei Grassmayr übernommen. Infolge eines Berechnungsfehlers wurde dabei zunächst ein zu schwerer Klöppel (mit 400 kg Gewicht) geliefert und eingebaut und erst nach sechsmonatiger Verspätung durch einen neuen, leichteren, ersetzt.
Alle Glocken besitzen einen Klöppelfänger. Die Oberascher-Glocken wurden wegen des Mangels an Zinn nach dem Zweiten Weltkrieg in einer Sonderlegierung gefertigt.
| Nr. | Name                                    | Gussjahr | Gießer               | Durchmesser | Gewicht  | Nominal | Inschrift |
| --- | --------------------------------------- | -------- | -------------------- | ----------- | -------- | ------- | --- |
| 1   | Marien- und Wetterglocke                | 1773     | Grassmayr, Ötz       | 1800 mm     | 3800 kg  | a°      | Oben: ECCE CRUCEM DOMINE FUGITE PARTES ADVERSAE VICIT LEO DE TRIBV JVDA ALLELVIA MDCCLXXIII, unten: DURCH DAS FEUR BIN ICH GEFLOSSEN ZU EHR GOTTES HAT MICH BARTLME GRASMAIR IN OETZTHALL GOSSEN ANNO MDCCLXXIII |
| 2   | Herz-Jesu-Glocke                        | 1948     | Oberascher, Salzburg | 1560 mm     | 2007 kg  | c′      | Dem Herzen Jesu töne mein Lied, mein Trauerchoral den Toten – Dem Krieger, der froh in die Heimat zieht, Sei jubelnd mein Gruß entboten                                                                          |
| 3   | Johannes der Täufer Glocke              | 1948     | Oberascher, Salzburg | 1240 mm     | 1041 kg  | e′      | St. Johannes im Bußgewand, beschütze unser Heimatland |
| 4   | Florian- und Leonhardglocke             | 1948     | Oberascher, Salzburg | 1040 mm     | 0.618 kg | g′      | St. Florian mit mächtiger Hand, bewahre uns vor Feuerbrand |
| 5   | Josef- und Barbaraglocke (Sterbeglocke) | 1948     | Oberascher, Salzburg | 0920 mm     | 0439 kg  | a′      | Als Sterbeglöckleins eherner Mund wird uns läuten einst die Todesstund – St. Joseph und Barbara im Verein, legt für uns alle Fürsprach ein.                                                                      |